# Anisorrhina bouyeri
Anisorrhina bouyeri är en skalbaggsart som beskrevs av Franz Antoine 2000. Anisorrhina bouyeri ingår i släktet Anisorrhina och familjen Cetoniidae. Inga underarter finns listade i Catalogue of Life.